# Murau (stad)
Murau is een stad en gemeente in de Oostenrijkse deelstaat Stiermarken. Murau is gelegen aan de Mur en telt 3432 inwoners (1-1-2022). Het is de hoofdplaats van het district Murau.
De gemeente werd in 2015 uitgebreid met de gemeenten Laßnitz bei Murau, Stolzalpe en Triebendorf.
Stadsgemeenten:
Murau ·
Oberwölz

Marktgemeenten:
Mühlen ·
Neumarkt in der Steiermark ·
Sankt Lambrecht ·
Sankt Peter am Kammersberg
Scheifling ·

Overige gemeenten:
Krakau ·
Niederwölz ·
Ranten ·
Sankt Georgen am Kreischberg ·
Schöder ·
Stadl-Predlitz ·
Teufenbach-Katsch
- Gemeinsame Normdatei: 4040758-5
- MusicBrainz: 6ee24c6a-f174-4bb2-9777-95b525085d11
- Nationale Bibliotheek van Tsjechië: ge369079
- Virtual International Authority File: 135538391